# 서버 팜

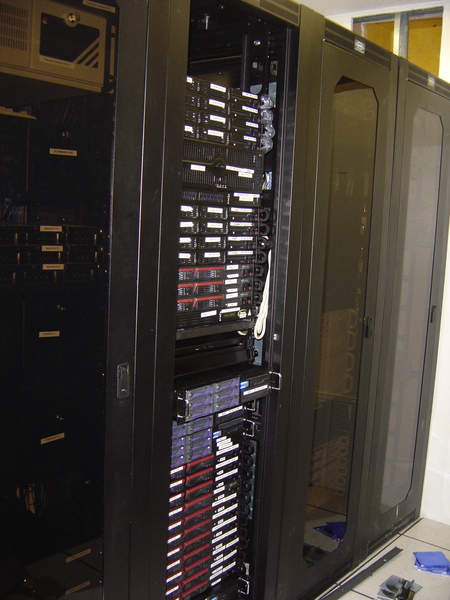
한 줄의 랙이 있는 위키미디어 서버 팜.

서버 팜(server farm) 또는 서버 클러스터(server cluster)는 컴퓨터 서버의 모임으로, 하나의 머신의 기능을 훨씬 넘어서는 서버 기능을 제공하는 단체에 의해 유지보수되는 것이 보통이다. 서버 팜은 수천 개의 컴퓨터로 이루어지며 동작 및 냉각에 많은 양의 전력이 필요하다. 최적의 성능에서 서버 팜은 그와 관련된 엄청난 비용이 든다. (재정적으로나 환경적으로)

## 응용
서버 팜은 일반적으로 클러스터 컴퓨팅에 사용된다. 현대의 수많은 슈퍼컴퓨터들은 기가비트 이더넷이나 맞춤식 인터커넥트(인피니밴드나 Myrinet 등)로 연결된 고속 프로세서의 거대한 서버 팜을 구성한다. 웹 호스팅이 서버 팜의 일반적인 예로, 그러한 시스템은 아울러서 가끔 웹 팜(web farm)으로 부른다. 그 외의 용도로는 과학 시뮬레이션과 3차원 렌더링을 들 수 있다. (렌더 팜 참고)

## 성능
가장 큰 서버 팜의 성능(수천 개의 프로세서 이상)은 일반적으로 프로세서의 성능에 의해서라기 보다는 데이터 센터의 냉각 시스템의 성능과 전체 전력 소비량에 제한을 받는다.

### 와트 당 성능
EEMBC 에너지벤치, 스펙파워, 트랜잭션 처리 성능 평의회 TPC-에너지는 서버 팜의 와트 당 성능을 예측하기 위해 설계된 벤치마크이다. 각 랙의 장비에 쓰이는 전력이 전원 분배 장치에서 측정할 수 있다.

## 같이 보기
- 블레이드 서버
- 데이터 센터